# 馬維祺
馬 維祺（ば いき、1857年 - 1886年）は、清時代の武術家。外号は「鉄腿煤馬」。

## 略歴
中国河北省定興の出身。幼少の頃より少林の武芸を学び、後に董海川に拝師する。外号の「鉄腿煤馬」は炭焼き屋を商んでいたことに由来する。また、清の粛親王に請われて功夫を披露した際の一件により「東覇天」とも称される。
「風輪掌」、「點腿」、「翻背錘」（反背錘）等の技に優れていたことで有名である。
軽身功の訓練中に誤って背中から転落、腎部を強く打った為、腎臓病を患い亡くなった。
指導を受けた者には楊汝霖、劉彩臣等がいる。